# Lepenski vir
Lepenski vir je mezolitsko i neolitsko nalazište na desnoj obali Dunava u Đerdapskoj klisuri, istočna Srbija. Središte je jedne od najznačajnijih i najsloženijih pretpovijesnih kultura, koja je nazvana po dunavskom viru — „Lepenski vir.“ Na tom lokalitetu nastala su jedna od prvih sela u Europi, otprilike između 6000. i 5000. godine prije Krista. Ljudi su naselili te prostore jer je ondje uvijek bilo mnogo ribe, pa su se tako mogli nastaniti na jednom mjestu tijekom cijele godine. Ispod naselja starčevačke kulture (Lepenski vir IIIa i IIIb) otkriveni su ostatci 7 slojeva naselja mezolitičkih ribara i lovaca (Protolepenski vir, Lepenski vir Ia-e, Lepenski vir II) prema kojima je definirana mezolitička, odnosno protoneolitička kultura Lepenskoga vira, raširena na području Đerdapa. U naselju su se nalazila staništa u obliku trapeznoga kružnog isječka. Na čvrstoj zemljanoj podnici premazanoj crvenkastim vapnencem bilo je pravokutno ognjište od kamenih blokova i popločani ulaz. Uz ognjište su se nalazili kameni žrtvenici i velike figuralne (ljudski lik, ribe) ili apstraktne skulpture izrađene od riječnih oblutaka. Staništa su sva bila okrenuta prema rijeci tako da su u sredini tvorila slobodan prostor – trg. Glavni voditelj istraživanja ovog lokaliteta bio je profesor Dr. Dragoslav Srejović, poznati arheolog, akademik i profesor Sveučilišta u Beogradu. Kultura Lepenskog vira rasprostire se duž Đerdapa na lokalitetima: Lepenski vir, Vlasac, Razvrata, Ikoana, Hajdučka vodenica, Alibeg, Padina.

## Vanjske poveznice
- Bogata nalazišta Lepenskog vira i njihova tumačenja